# Pseudophaenna typica
Pseudophaenna typica är en kräftdjursart som beskrevs av Georg Ossian Sars 1903. Pseudophaenna typica ingår i släktet Pseudophaenna och familjen Phaennidae. Inga underarter finns listade i Catalogue of Life.